# Lieu-dit

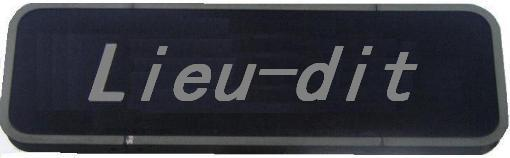
Oznaczenie lieu-dit

Lieu-dit (wymowaⓘ; pol. dosłownie: miejsce tzw. ...), l.mn.: lieux-dits – francuskie określenie toponimiczne określające mały obszar geograficzny, noszący tradycyjną nazwę. Nazwa ta najczęściej wywodzi się od:
- byłych mieszkańców bądź ważnych osobistości odwiedzających ten obszar
- geograficznego obiektu w nim się znajdującego
- lokalnej historii tego obszaru
- dawnego jego przeznaczenia

Lieu-dit nie musi być zamieszkany.

## Etymologia

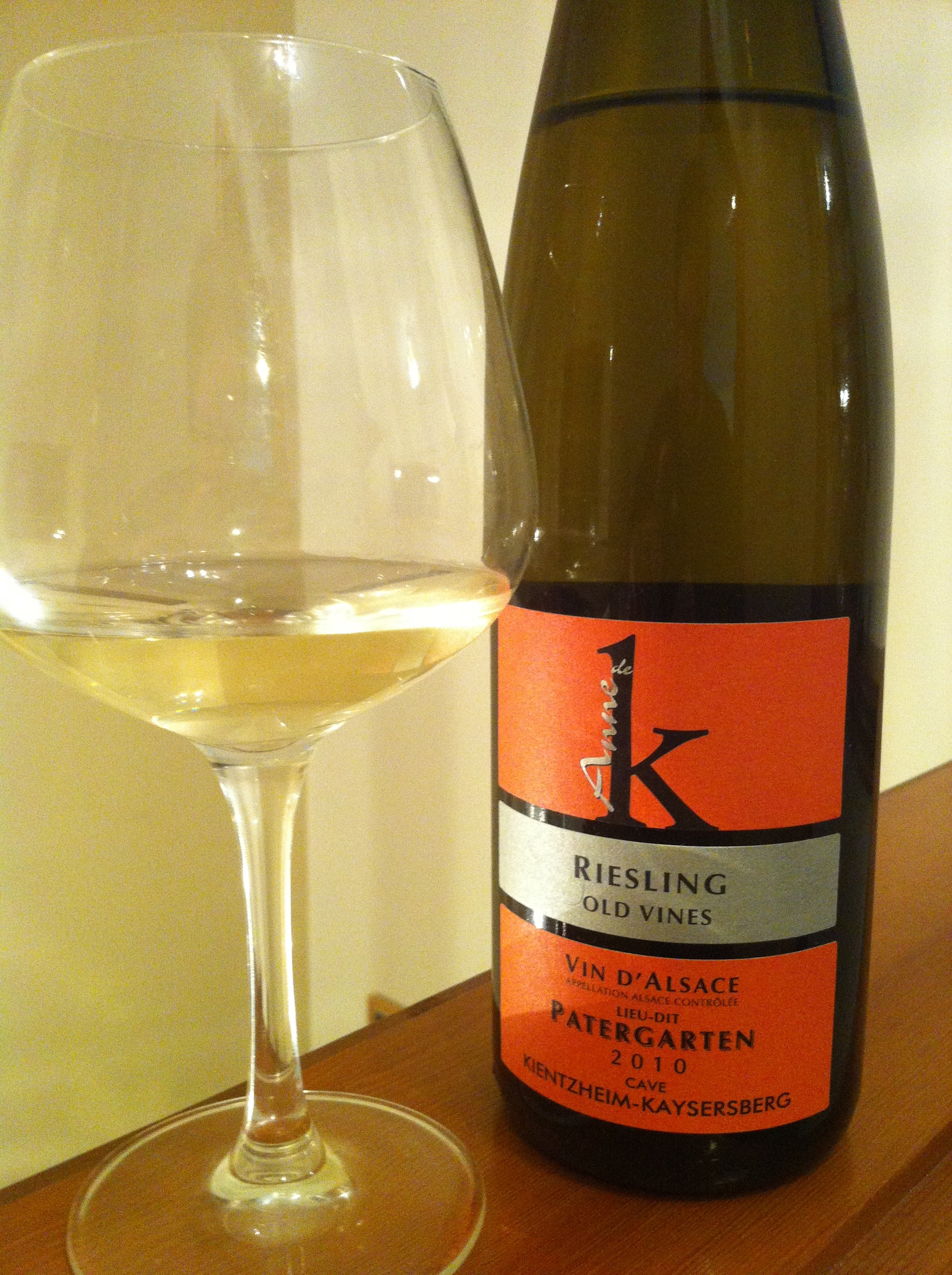
Lieu-dit na etykiecie wina

Termin lieu-dit związany jest również z winem, który w typowym użyciu tłumaczy się jako „nazwa winnicy”. Zazwyczaj lieu-dit to najmniejszy kawałek ziemi, któremu przypisano tradycyjną nazwę winnicy. W większości przypadków oznacza to, że lieu-dit jest mniejszy niż Appellation d’origine contrôlée (AOC). W niektórych przypadkach oprócz nazwy AOC na etykietach win pojawiają się lieux-dits. Najczęściej dotyczy to wina alzackiego i burgundzkiego.